# Zacharias (Nobatia)
Zacharias war ein nubischer König, der im 7. Jahrhundert regierte.
Zacharias, Sohn des Barky, wird in einigen arabischen Quellen um die Moschee von Fustat genannt, wobei er einige Male als König bezeichnet wird. Es ist nicht sicher, in welchem der nubischen Reiche er regierte, doch wird meist Nobatia vermutet. Von Zacharias wird berichtet, dass er eine geschnitzte Minbar an die Moschee von Fustat schenkte. Dies soll unter der Regierung von ʿAbd Allāh ibn Saʿd ibn Abī Sarh (645–655) geschehen sein.